# Поддорожье
Поддорожье — упразднённая деревня в Себежском районе Псковской области России. Находится на территории сельского поселения «Себежское».

## География
Находится на юго-западе региона, в центральной части района, в лесной местности у безымянного озера, вблизи автодороги 58К-557 «Себеж — Томсино».
Уличная сеть не развита.

## Климат
Климат, как и во всем районе, умеренно континентальный. Характеризуется мягкой зимой, относительно прохладным летом, сравнительно высокой влажностью воздуха и значительным количеством осадков в течение всего года. Средняя температура воздуха в июле +17 °C, в январе −8 °C. Средняя продолжительность безморозного периода составляет 130—145 дней в году. Годовое количество осадков — 600—700 мм. Большая их часть выпадает в апреле — октябре. Устойчивый снежный покров держится 100—115 дней; его мощность обычно не превышает 20-30 см.

## История
В 1802—1924 годах земли поселения (тип: фольварк) входили в Себежский уезд Витебской губернии.
В 1941—1944 гг. местность находилась под фашистской оккупацией войсками Гитлеровской Германии.
С июля 1944 года в деревнях Выгородка, Поддорожье, Боровики, Вякино, Лавренково, Видоки, Горюшино, Подключище возобновила деятельность сельскохозяйственная артель «Красный Свердловец» Свердловского сельского Совета Себежского района Великолукской области. В 1948—1949 годах колхоз состоял из 29 колхозных дворов, в которых проживало 49 человек, из них трудоспособного населения было 4 мужчин, 21 женщина.

## Население
Нежилое поселение.

## Инфраструктура
Было личное подсобное хозяйство и действовала сельхозартель.

## Транспорт
Урочище доступно по просёлочной дороге к автодороге «Себеж — Томсино» и далее в 2 км до автомагистрали «Москва—Рига» (М-9).